# Alfeo (Orlando furioso)
Alfeo è un personaggio dell'Orlando Furioso di Ludovico Ariosto, menzionato nel diciottesimo libro del poema.

## Il personaggio

### Le origini
Alfeo è un guerriero cristiano, tra i più vicini a Carlo Magno: Ariosto scrive infatti che all'epoca della vicenda narrata nel poema, ovvero l'assedio di Parigi ad opera dei saraceni di Agramante, egli figurava alla corte del re dei Franchi in qualità di medico, farmacista ed astrologo esperto. Non si sa però quale sia la provenienza di questo personaggio: alcuni ritengono che debba essere storicamente identificato con Pietro da Pisa, considerato uno degli uomini più colti al tempo di Carlo Magno - e che fu in effetti suo cortigiano - poiché la città toscana era detta anche Alfea . Se fosse vera questa ipotesi, dunque, "Alfeo" non sarebbe il nome di battesimo del guerriero.

### Il ritratto
Si tratti o no del colto pisano, su Alfeo si ricava comunque che è piuttosto giovane, poiché nel poema viene detto che prima di scendere in campo contro i nemici saraceni egli aveva cercato di scrutare il proprio futuro tramite l'astrologia, ottenendo da essa un responso positivo, ossia una lunghissima vita a fianco della moglie dopo la guerra vittoriosa.

### La morte
Contrariamente a quanto le arti gli avevano augurato, Alfeo muore giovane e lontano dai suoi affetti, colpito nel sonno dal saraceno Cloridano (entrato furtivamente nell'accampamento cristiano per recuperare il corpo di Dardinello) che gli conficca la spada in gola. Nella stessa tenda Cloridano colpisce anche il cavaliere Palidone da Moncalieri e altri quattro guerrieri cristiani di cui non vengono fatti i nomi, facendo loro subire identica sorte.
Così disse egli, e tosto il parlar tenne,

ed entrò dove il dotto Alfeo dormia,

che l'anno inanzi in corte a Carlo venne,

medico e mago e pien d'astrologia:

ma poco a questa volta gli sovenne;

anzi gli disse in tutto la bugia.

Predetto egli s'avea, che d'anni pieno

dovea morire alla sua moglie in seno:

ed or gli ha messo il cauto Saracino

la punta de la spada ne la gola.

Quattro altri uccide appresso all'indovino,

che non han tempo a dire una parola:

menzion dei nomi lor non fa Turpino,

e 'l lungo andar le lor notizie invola:

dopo essi Palidon da Moncalieri,

che sicuro dormia fra duo destrieri.
((Ludovico Ariosto, Orlando Furioso, canto 18, ottave 174-75))

## Interpretazione dell'episodio
Il personaggio di Alfeo è del tutto mutuato, compresi i dettagli dell'uccisione, su quello del virgiliano Ramnete, augure e consigliere di Turno sgozzato nel sonno da Niso nel nono libro dell'Eneide.
Così dice, 

a bassa voce, e intanto con la spada

sgozza il tronfio Ramnete che spirava 

dal profondo del petto un quieto sonno, 

disteso sopra un mucchio di tappeti.

Anch'egli re, era fra tutti gli auguri

il più gradito a Turno; ma purtroppo 

la sua arte profetica non valse

a salvargli la vita.
(Virgilio, Eneide, libro IX, traduzione di Mario Scaffidi Abate)